# 小行星8538
小行星8538（8538 Gammelmaja）是一颗绕太阳运转的小行星，为主小行星带小行星。该小行星于1993年3月21日发现。

## 轨道参数
小行星8538的轨道半长轴为3.0160139 UA，离心率为0.083。